# Dick Chrysler
Pour les articles homonymes, voir Chrysler.
Richard Chrysler dit Dick Chrysler est un homme politique américain né le 29 avril 1942. Membre du Parti républicain, il est élu du Michigan à la Chambre des représentants des États-Unis de 1995 à 1997.

## Biographie
Chrysler est vice-président de Hurst Performance avant de fonder les sociétés Cars and Concepts et RCI.
Candidat au poste de gouverneur du Michigan en 1986, il finit en deuxième position de la primaire républicaine avec environ un tiers des voix, derrière l'ancien conseiller démocrate du comté de Wayne William Lucas.
Lors des élections de 1992, Chrysler se présente à la Chambre des représentants des États-Unis dans le 8e district du Michigan, dans le centre de l'État. Il est battu par le démocrate sortant Bob Carr, qui ne le devance que de 4 000 bulletins. Il est élu deux ans plus tard avec 52 % des suffrages, profitant de la révolution républicaine et de la candidature de Carr au Sénat. En 1996, Chrysler est l'une des cibles de l'AFL-CIO. Il est battu par la démocrate Debbie Stabenow, qui le devance de dix points.